# Caldecote (Hertfordshire)
Caldecote – wieś w Anglii, w hrabstwie Hertfordshire. Leży 27 km na północ od miasta Hertford i 58 km na północ od centrum Londynu.